# 社会主义民主 (巴西)
社会主义民主（葡萄牙語：Democracia Socialista，缩写为DS）是巴西的一个托洛茨基主义组织。该组织成立于1979年。1980年，劳工党成立，该组织成为第一个依附于劳工党的政治派系。2003年，劳工党领袖路易斯·伊纳西奥·卢拉·达席尔瓦成为巴西总统后，劳工党开始变得温和，这引起包括社会主义民主在内的劳工党左翼的担忧。2003年底，该组织成员、巴西参议员海洛伊莎·海伦娜以及其他劳工党异见派人士被开除出劳工党；2004年，他们组建社会主义和自由党。该组织的少数成员追随他们，转而加入社会主义和自由党，并参加社会主义和自由党的内部派别“联系”。该组织的多数成员则选择留在劳工党。该组织已有成员被选入劳工党领导层核心，并尝试夺取最高领导权。2005年，在巴西总统选举劳工党党内初选中，该组织成员劳尔·庞特得票48%，以微弱差距输给卢拉。该组织曾经是第四国际的支部，后被其开除。